# Амфиуми
Амфиумите (Amphiuma) са род животни от разред земноводни с дължина на тялото до 1 метър. Активни са през нощта. Водят воден живот, като обитават блатистите водоеми в югоизточната част на Северна Америка. Фосили от плейстоцена са доказателство за това, че някога тези животни са били разпространени в Европа. Могат да остана във вода дълго време. По телата си приличат на змиорките. Очите им са без клепачи. Имат изключително къси крайници с по два или три недоразвити пръста. Хранят се с жаби, змии, риба, ракообразни и насекоми.
Дишат с бял дроб. От двете страни на главата имат по един хрилен отвор. По време на размножаването мъжкият обгръща женската и сперматофорите на мъжкия преминават в клоаката на женската. Женската снася 50-200 яйца под скали и кухи дънери, в подземни дупки или в понижения в тинята. Тя пази своите яйца, докато малките не се излюпят след 5-6 месеца. Малките се раждат с хриле и крайници, като онтогенезата не протича докрай. Отначало имат дължина на тялото около 5 cm. След четири месеца хрилете изчезват и животните започват да дишат с бял дроб.

## Списък на видовете
Семейство Амфиумови
- Род Амфиуми
  - Вид Трипръста амфиума (Amphiuma tridactylum)
  - Вид Двупръста амфиума (Amphiuma means)
  - Вид Еднопръста амфиума (Amphiuma pholeter)

Най-големият вид е трипръстата амфиума. Тялото ѝ достига до 105 cm. Разпространена е в югоизточните части на САЩ.

## Допълнителни сведения
Едни от гръбначните животни с най-големи размери на червените кръвни телца.